# Karl den Tykke
Karl den Tykke (fransk: Charles le Gros, tysk: Karl der Dicke), Karl 2. (som konge af Vestfranken), Karl 3. (som konge af Østfranken), (født cirka 839 i Neidingen, død 13. januar 888) var søn af Ludvig den Tyske og Emma af Bayern. 
Karl var hertug af Schwaben 876-887 og konge af Italien 879-887 (efter broderen Karlomans abdikation). Han var romersk kejser 881-888 og hertug af Bayern 882-887.
I begyndelsen af 880'erne blev han kaldt til Vestfranken for at være formynder for Karl den Enfoldige. Karl den Tykke misbrugte situationen til at sætte sig selv på Vestfrankens trone i 884-888. 
Bortset fra Burgund lykkedes det faktisk Karl kortvarigt at samle Karl den Stores rige igen, men han har ikke fået nogen stor plads i historien. Han har aldrig fået en plads i Vestfrankens officielle kongerække. Her er det Karl den Skaldede, der er Karl den anden, mens Karl den Enfoldige er Karl den tredje. 